# Microfotografia
|  | No s'ha de confondre amb micrografia. |

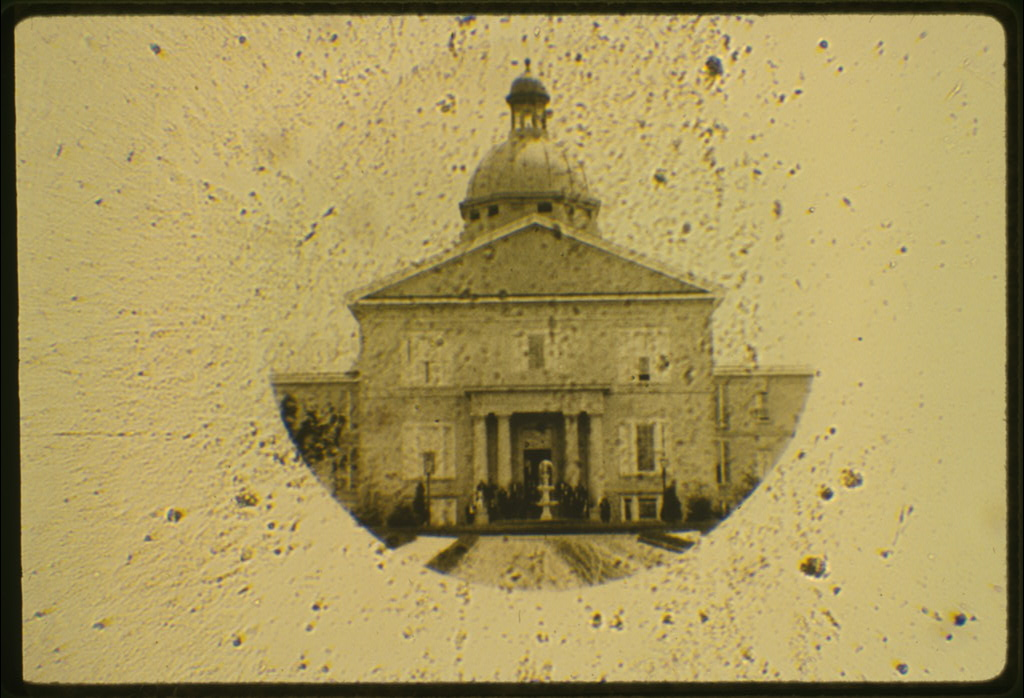
Una microfotografia d'1 mm de diàmetre, ca. 1858.

La microfotografia  inventada per René Dagron, consisteix en l'obtenció d'imatges molt petites (1 mm de diàmetre), amb tota la tecnologia necessària per a l'art de fer aquest tipus d'imatges. Les aplicacions de  fotomicrografia van des de l'espionatge, com en el cas de William Fischer fins als objectes de regal amb visor per a les botigues de souvenirs. Avui dia encara s'utilitza en part de les tècniques emprades en la fabricació de microxips on s'arriba a reduir la imatge del circuit a nivell de microns.

## Història
Emprant un procés de daguerreotip, John Benjamin Dancer va ser un dels primers en produir microfotografies, el 1839.
Dancer va aconseguir una relació de reducció de 160: 1., i va perfeccionar els seus procediments de reducció amb el procés del col·lodió humit de Frederick Scott Archer, desenvolupat el 1850-1851, però va desaprofitar el seu treball de dècades de microfotografies com un hobby personal, i no va documentar els seus procediments. La idea que la microfotografia seria tan sols una novetat curiosa, era una opinió compartida pel Dictionary of Photography  de 1858, que va batejar el procés com "una cosa insignificant i infantil."

## Microfilm i microfitxes
Després de la II guerra mundial van arribar unes aplicacions importants de la  microfotografia "les microfitxes" i diversos suports amb finalitats d'arxiu i documentació, però amb molta menys reducció (una microfitxa té un diàmetre d'1 cm, comparat amb 1 mm de diàmetre d'una fotomicrografia de Dagron). Malauradament, el desenvolupament de les tècniques digitals d'arxiu ha fet que aquesta tecnologia es trobi en un progressiu desús.